# Лаодикея
Лаоди́кея (на Лике) (устар. Лаодикия; др.-греч. Λαοδίκεια πρὸς τοῦ Λύκου) — древнегреческий город в юго-западной Фригии, близ границ Карии и Лидии в Малой Азии. Руины — вблизи турецкого посёлка Эскихисар в 6 км к северо-востоку от Денизли.

## История
В 261—253 гг. до н. э. на месте древнего города Диополис царь Антиох II из династии Селевкидов основал новый город, назвав его в честь своей жены Лаодики — Лаодикеей. Процветание города было обусловлено торговлей и расположением на важном торговом пути.
В 220 году до н. э. в Лаодикее селевкидский сатрап Ахей объявил себя полновластиям царём.
В I веке до н. э. территория перешла под контроль Рима.
В период первоначального распространения христианства в Лаодикее была основана одна из «Семи церквей» Анатолии, о которой упоминается в Откровении Иоанна Богослова (Откр. 3:14) и в Посланиях апостола Павла (Кол. 2:1; 4:13,15,16).

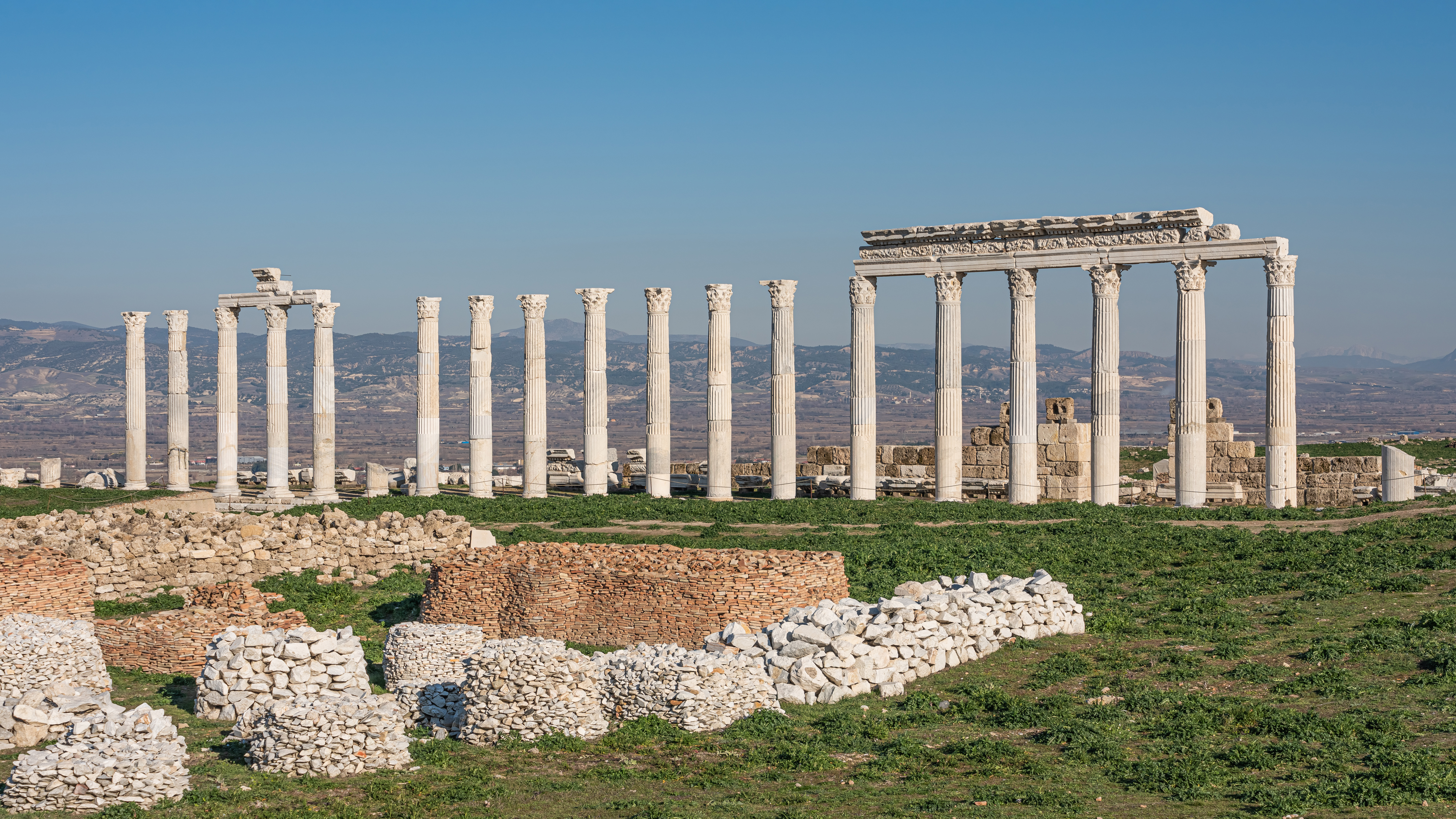
Колоннада одного из храмов Лаодикеи

Лаодикея была расположена между двумя другими известными из Нового Завета городами — Колоссами и Иераполем — и являлась богатым промышленным и торговым центром Фригии. Там были процветающие банки и школа для подготовки врачей. Так, например, Цицерон рекомендовал совершать обмен денег именно в Лаодикии. Богатели и местные иудеи. Известно, что римский наместник Флакк в 62 году до н. э. конфисковал там огромную сумму иудейских денег на храм. В городе производились льняные, шерстяные ткани и множество лечебных мазей и прочих лекарств. В Откровении 3:18 все эти особенности Лаодикеи обыгрываются апостолом Иоанном (золото, одежда, глазная мазь). В 60/61 году н. э. город был разрушен сильным землетрясением, но быстро восстановлен благодаря своему богатству. Тацит по этому поводу пишет: «В том же году Лаодикия, один из славнейших городов Азии, была разрушена землетрясением и без нашей помощи, своими средствами сама себя подняла из развалин». В Лаодикии, Колоссах и Иераполе существовали церкви, известные апостолу Павлу, но основанные не им, а Епафрасом (Кол 1:7; 4:12-13).

### Византийский период
После распада Римской империи город находился под властью Византии. В 1079 году город был захвачен турками. Около 1097 года лаодикейские греки, пережившие первое сельджукское нашествие, завидев приближающуюся армию византийского императора под командованием Дуки, открыли городские ворота и ликованием вышли навстречу соплеменникам. Но тюркские рейды продолжались в сельской местности. Город пришлось зачищать от турок повторно в 1118 году.
B 1119 г. Иоанн II Комнин разбил отряд местного тюркского бея Алипаши, имевшего в подчинении 800 турок (что для запада Малой Азии считалось по тем временам большим количеством) и построил крепостные стены. При этом новая планировка города подверглась синекизму: его широко разбросанные позднеатичные кварталы были скомпонованы и реогранизованы для создания ядра небольшой средневековой крепости. Власть греков в нём сохранялась до 1204 года, но и она держалась на волоске. Как и соседние Хоны, расположенные в 25 км к востоку, Лаодикея фактические превратилась в небольшой островок греческой цивилизации, окружённой землями, занятыми кочевыми племенами туркмен, которые не давали грекам заниматься возделыванием полей, грабили, убивали их и уводили в рабство. После падения Константинополя город стал временной столицей наместнического государства Мануила Маврозома (1204—1207), который, опираясь на военизированные формирования из осевших в Малой Азии турок, не подчинился Никейской империи. Воспользовавшись политическим хаосом в греческой среде, в 1207 году город подчинил себе сам сельджукский султан. Впоследствии был разрушен в результате непрекращающихся войн между турками и Византией. О резком сокращении числа православных прихожан свидетельствуют хроники середины XIII века. Первая, дошедшая до нас надпись арабской вязью, датируется 1230 годом, что говорит о том, что к этому времени город снова перешёл в руки турок, давших ему искажённое название Лядик. Ближайший город Денизли был основан выходцами из Лаодикеи. Около 1257 года Никейская империя поддержала разбитых монголами сельджуков и получила от них взамен Лаодикею, Хоны, Сакену и Ипсили. Но расквартированный здесь греческий гарнизон по не до конца понятным причинам оставил Лаодикею вскоре после её взятия. Скорее всего, к этому времени его окрестности уже заселили кочевые и весьма агрессивные туркменские племена, которые нарушили торговлю и подвоз провизии грабежами на дорогах: мирная оседлая жизнь стала для греков невозможной.

### Тюркизация
Городская жизнь сохранилась, но язык, религия и интеллектуальная мысль подверглись постепенной исламизации. Местные туркменские вожди сделали город центром идеологии суфизма, поддерживая очень тесные культурные связи с Коньей. Греческое население сохранялось в большом количестве и в середине XIV века, но оно не имело никакой политической власти: греки (в основном женщины) занимались изготовлением тонких хлопковых тканей, с которых мусульманские вожди собирали налоги. Греков можно было отличить по высоким длинным тюрбанам красного или белого цветов. О незавидной участи остатков греческого населения Лаодикеи писал посетивший город в 1330 году Ибн Баттута. Даже он, будучи мусульманином, не слишком симпатизировавшим христианам, был шокирован тем, что многие более или менее знатные турки жили на деньги, которые получали, сдавая своих греческих рабынь в качестве проституток в бордели и хамамы.